# Macrozamia miquelii
Macrozamia miquelii là một loài thực vật hạt trần trong họ Zamiaceae. Loài này được (F.Muell.) A.DC. mô tả khoa học đầu tiên năm 1868.